# Build Up
Build Up é o álbum de estreia da carreira solo da cantora e compositora Rita Lee, lançado originalmente em 1970, enquanto ela estava na banda Os Mutantes, pela gravadora Philips Records, através do selo Polydor Records.

## Recepção pela crítica
O disco não fez muito sucesso, ficando marcado na faixa "José", originalmente francesa e reescrita por Nara Leão.
| Críticas profissionais | Críticas profissionais |
| Avaliações da crítica  | Avaliações da crítica  |
| Fonte                  | Avaliação              |
| ---------------------- | ---------------------- |
| Allmusic               | link                   |
| Rate Your Music        | link                   |

## Faixas do álbum
| Lado A         |                                    |                             |         |  |
| N.º            | Título                             | Compositor(es)              | Duração |  |
| 1.             | "Sucesso, aqui Vou Eu (Build Up)"  | Rita Lee e Arnaldo Baptista | 2:45    |  |
| 2.             | "Calma"                            | Arnaldo Baptista            | 3:15    |  |
| 3.             | "Viagem ao Fundo de Mim"           | Rita Lee                    | 2:49    |  |
| 4.             | "Precisamos de Irmãos"             | Élcio Decário               | 2:42    |  |
| 5.             | "Macarrão com Linguiça e Pimentão" | Rita Lee e Arnaldo Baptista | 3:00    |  |
| Duração total: | Duração total:                     | Duração total:              | 29:30   |  |

| Lado B |                       |                                       |         |  |
| N.º    | Título                | Compositor(es)                        | Duração |  |
| 1.     | "José (Joseph)"       | Georges Moustaki - versão: Nara Leão  | 2:42    |  |
| 2.     | "Hulla-hulla"         | Rita Lee e Élcio Decário              | 3:44    |  |
| 3.     | "And I Love Him"      | Lennon / McCartney - versão: Rita Lee | 3:05    |  |
| 4.     | "Tempo Nublado"       | Rita Lee e Élcio Decário              | 2:25    |  |
| 5.     | "Prisioneira do Amor" | Élcio Decário                         | 2:25    |  |
| 6.     | "Eu Vou me Salvar"    | Rita Lee e Élcio Decário              | 2:27    |  |